# Trommedans på Østgrønland
|  | Denne artikel er oprettet af botten PalnaBot ud fra en ekstern database. Den kan derfor have sproglige fejl eller mangler. Denne skabelon kan fjernes efter kontrol af indholdet. |

Trommedans på Østgrønland er en film instrueret af Jette Bang, Kaj Mogens Jensen.

## Handling
Odin (død ml. 1971 og 1975), som bor på bopladsen Sermiligaq, sidder i sin lille stue og laver en rammetromme (tamburin, quilain). Skindet er tarme fra en isbjørn. Uden på rammen bliver tarmene holdt på plads af en rem af sælskind. Odins kone, Olga, sidder i sengen, mens hun spiser kogt sæl. Han synger to tromme-kamp-sange. Mens han spiller og synger, går han ned i knæene, som det hører sig til ved trommesange. Den ene sang forestiller en kamp mellem to fugle. 
Olga og Odins søster Mona synger og spiller en kampsang. De holder trommen som kvinder, foran brystet. Gæsterne i hytten akkompagnerer.